# Acanthiza
Acanthiza – rodzaj ptaków z podrodziny buszówek (Acanthizinae) w obrębie rodziny buszówkowatych (Acanthizidae).

## Zasięg występowania
Rodzaj obejmuje gatunki występujące w Australii, na Nowej Gwinei i Tasmanii.

## Morfologia
Długość ciała 8–12 cm; masa ciała 6–9 g.

## Systematyka
Rodzaj zdefiniowali w 1827 roku irlandzki zoolog Nicholas Aylward Vigors i amerykański przyrodnik Thomas Horsfield na łamach „Transactions of the Linnean Society of London”. Jako gatunek typowy wyznaczyli buszówkę brązową (A. pusilla).

### Etymologia
- Acanthiza (Acanthisa, Ancathiza): gr. ακανθεων akantheōn „cierniste zarośle”, od ακανθα akantha „cierń”, od ακη akē „punkt”; ζαω zaō „zamieszkiwać, żyć”, od ζω zō „żyć”[10].
- Geobasileus: γεω- geō- „ziemny-”, od γη gē „ziemia”; βασιλευς basileus „mysikrólik”[11]. Gatunek typowy: Saxicola chrysorrhoa Quoy & Gaimard, 1830.
- Milligania: Alexander William Milligan (1858–1921), australijski ornitolog, jeden z założycieli RAOU[12]. Gatunek typowy: Acanthiza robustirostris Milligan, 1903.
- Subacanthiza: łac. sub „w pobliżu, blisko”; rodzaj Acanthiza Vigors & Horsfield, 1827[13]. Gatunek typowy: Acanthiza lineata Gould, 1838.

### Podział systematyczny
Do rodzaju należą następujące gatunki:
- Acanthiza chrysorrhoa (Quoy & Gaimard, 1830) – buszówka żółtorzytna
- Acanthiza cinerea (Salvadori, 1876) – buszówka szara
- Acanthiza murina (De Vis, 1897) – buszówka mysia
- Acanthiza nana Vigors & Horsfield, 1827 – buszówka żółtobrzucha
- Acanthiza lineata Gould, 1838 – buszówka kreskowana
- Acanthiza apicalis Gould, 1847 – buszówka szerokosterna
- Acanthiza ewingii Gould, 1844 – buszówka rdzawoczelna
- Acanthiza pusilla (Shaw, 1790) – buszówka brązowa
- Acanthiza katherina De Vis, 1905 – buszówka jasnooka
- Acanthiza robustirostris Milligan, 1903 – buszówka śniada
- Acanthiza iredalei Mathews, 1911 – buszówka mała
- Acanthiza uropygialis Gould, 1838 – buszówka rudorzytna
- Acanthiza reguloides Vigors & Horsfield, 1827 – buszówka zmienna
- Acanthiza inornata Gould, 1841 – buszówka uboga